# Cerveza Club Colombia Open 1997
Il Cerveza Club Colombia Open 1997 è stato un torneo di tennis giocato sulla terra rossa. È stata la 4ª edizione del Colombia Open, che fa parte della categoria World Series nell'ambito dell'ATP Tour 1997. Il torneo si è giocato a Bogotà in Colombia, dal 27 ottobre al 2 novembre 1997.

## Campioni

### Singolare maschile
Francisco Clavet ha battuto in finale  Nicolás Lapentti con il punteggio di 6–3, 6–3

### Doppio maschile
Luis Lobo /  Fernando Meligeni hanno battuto in finale  Karim Alami /  Maurice Ruah con il punteggio di 6–1, 6–3